# Земунско гробље
Земунско гробље је јавно гробље које се налази у Земуну на брегу Гардош. Оивичено је улицама Цара Душана, Наде Димић, Сибињанин Јанка и Гробљанском, као и степеништем ка тргу Бранка Радичевића, те чини северозападну границу старог језгра Земуна. Гробље је проглашено за споменик културе.

## Увод
Земунско гробље се пре 1740. године налазило на доњој падини Гардоша. Средином 18. века на платоу Гардошког брега просторно је оформљен комплекс који чине два гробља, за три конфесије: православно, католичко и јеврејско, која су и данас у функцији. Одбрамбени зид са пушкарницама и бастионима из 1841. године, сачуван као ограда гробља, представља један од последњих очуваних делова градског бедема којим је некада био окружен цео Земун.

## Историјат
Након освајања Земуна од стране Хабзбурга 1717. и Београдског мира постигнутог 1739. године, Земун је постао погранични град Хабзбуршке монархије. Услед тога је почео и да се трансформише из обичне касабе у град са модернијим урбанистичким решењима. Овај развој је укључивао и одређивање јединствене локације за градско гробље, и то смештене изван насеља, чиме се одустало од средњовековног обичаја да се гробље налази уз богомоље.
Земунско гробље на Гардошу се налази на лесном платоу изнад старог дела града и обале Дунава. Засновано је после протеривања турске власти и уласка насеља у састав Аустрије (1717), за римокатолике. Крајем XVIII века на платоу је пресељено старо православно и на истом месту су оба гробља и данас, укључујући и јеврејско које је настало после 1739. године. У јулу 1938., десетак гробова на католичком гробљу се сурвало у провалију насталу пуцањем „римских лагума” испод. До средине 20. века гробље је испунило данашњи простор органи власти су почели размишљати о отварању новог гробља. Међутим, замисао је остварена после Другог светског рата и оно служи потребама знатног дела Београда. Коришћење старог гробља је настављено, мада је било речи да се сахрањују умрли само породица које поседују гробна места. Питање је и даље актуелно јер треба сачувати велики број гробова значајних личности и спомен-обележја која имају историјску и уметничку вредност.

### Старо муслиманско гробље
Старо муслиманско гробље, установљено за време турске владавине, налазило се до џамије на данашњем Великом тргу. Гробље се протезало од џамије ка Дунаву, угрубо оивичено данашњим улицама Змај-Јовином и Господском. Након хабзбуршког освајања Земуна, овом гробљу се губи траг. На месту џамије касније је изграђена црква, а на тлу гробља никле су махом јавне зграде за потребе пограничног града.

### Старо православно гробље
Ово гробље, такође формирано током турске владавине, налазило се на обронцима Гардоша, у непосредној близини Николајевске цркве. Ширило се из црквене порте узбрдо, парном страном садашње Синђелићеве улице. Са првим проширењима новог гробља на Гардошу, простор овог гробља је бивао парцелисан и продаван, од подножја Гардоша навише. На његовом простору изван црквене порте и данас се налазе углавном стамбене куће.

## Данашње гробље

### Православно гробље
На православном делу гробља су: заштићена задужбинска црква Св. Димитрија трговачке породице Петровић-Хариш (1876), капелица породице Спирта (око 1911), Палим и умрлим српским борцима 1914-1918 (1928), значајна гробна места бивше колоније Грка и Цинцара, руских емиграната (од 1920), међу њима првих пилота југословенских путничких авиона Виктор Никитин и Михаило Јарошенко, затим привредника, добротвора, свештеника, научника, књижевника, уметника и других, на којима се налази знатан број дела познатих скулптора: Ђорђа Јовановића, Драгомира Арамбашића, Војина Бакића, Петра Палавичинија, Томе Росандића, Стевана Боднарова, Перише Милића и других. У порти цркве је обележје на гробу пронађених грађана Земуна, који су 1943. страдали у хрватском концлогору Стара Градишка.

### Католичко гробље
На католичком делу гробља су: капела (1763) на чијој се фасади налази неколико спомен-плоча, стилска капелица (1909) апотекарске породице Трешчик, споменик ратницима 1914-1918, неоготичко Распеће (метал) INRI, гробље сестра милосрдница (од 1887) и школских сестара (од 1928), споменици породица привредника: Мозер, Гнус, Штрајхер, Албрехт, Кулунџић, Филиповић; породица градитеља: Јенч, Капус, Цимерман, Катинчић, Краус; доњосремских ђакона и жупника: књижевник Вилим Корајац (1899), Мато Штрац (1911), др Алојзије Винцетић (1930), Иван Шулц (1946); књижевника и адвоката др Живка Бертића, књижевника проф. Казимира Супичића (1938), бродара DDSG и већ поменутих занимања. На делу гробља је заједничко почивалиште Жртава фашистичког терора, у којем је сахрањен знатан број логораша Старог београдског сајмишта на обали Саве.

### Јеврејско гробље
Јеврејско гробље, једно од најстаријих у Србији, поседује гробове и обележја од доласка Јевреја у аустријски Земун (од 1739) до наших дана. Камена обележја имају карактеристичне облике, од древних (заветне плоче) до модерних и репрезентативних, као што је споменик на гробници привредника Габријела Полгарa (1915). На њима се помињу презимена: Брандајс, Леви, Саламон, Коен, Голдштајн, Хиршл, Хајм, Шер, Векслер и други. Међу њима су књижевник и публицист Ото Бихали-Мерин (1993) и брат Павле (1941), индустријалац Мавро Биндер (1927), Мосес Албахари (1897) и лекар Исак Исахар (1912). На истакнутом месту је пирамида с записом Жртвама фашизма 1941 – 1945. Она подсећа на 540 припадника земунске Јеврејске општине, који су живот изгубили у логорима Јасеновац и Стара Градишка. Овде почива и академик Иван Клајн (1937—2021).
Велики број надгробних споменика различитих стилских и иконографских особености од прворазредног су значаја за хронолошко праћење континуитета културног развоја овог дела града, у распону од два века.
Извесно је да гробове значајних личности и обележја треба заштитити, нарочито гробна места породица које су изумрле. Завод за заштиту споменика културе града Београда сачинио је Каталог значајних гробних места и обележја и предочио га је Граду, Општини и Управи гробља. Године 2007. темељито је обновљена девастирана Спиртина капелица. Потребно је стално обнављање споменика и њихова рестаурација.
Земунском гробљу данас прети опасност од клизишта и лагума који су испод њега ископани још за време аустријске и аустроугарске власти а који се данас не наменски користе што повећава нестабилност терена.

## Галерија
- Део католичког гробља
- Капела на католичком делу гробља
- Јеврејски део гробља
- Споменик жртвама фашистичког терора
- Православни део гробља
- Харишева капела
- Гробница планинара
- Остаци бедема
- Спољна страна бедема
- Гробница породице Спирта
- Гробница породице Спирта
- Гроб протојереја-ставрофора Радована Биговића
- Гроб Ивана Клајна